# Sân bay quốc tế Volgograd
Sân bay quốc tế Stalingrad, (tiếng Nga: Международный Аэропорт Сталинград) từng được biết đến với tên gọi là Sân bay quốc tế Volgograd (IATA: VOG, ICAO: URWW) là một sân bay ở Nga, cách Volgograd 15 km về phía tây bắc. Đây là một sân bay dân sự xây trên một đường băng dài 3300 m của một sân bay quân sự. Khu vực sân đỗ có sức chứa 42 máy bay cỡ vừa và lớn à 91 máy bay nhỏ.

## Các hãng hàng không và các tuyến điểm
- Aeroflot (Moscow-Sheremetyevo)[1]
- Aeroflot-Nord (Moscow-Sheremetyevo)[1]
- Kogalymavia (Surgut)[1]
- S7 Airlines (Moscow-Domodedovo)[1]
- Rossiya (Saint Petersburg)[1]
- Volga-Aviaexpress (Aktau, Moscow-Domodedovo, Yerevan)[1][2]
- Vyborg (St. Petersburg)[1]